# Cuộc chiến bất thành
Cuộc chiến bất thành là tập ba trong bộ truyện Pendragon bởi tác giả D.J. MacHale. Ở tập này Robert "Bobby" Pendragon đuổi theo kẻ chống lại sự mệnh lữ khách đến lãnh địa Thế giới thứ nhất vào năm 1937.

## Giới thiệu
Đuổi theo tên ác quỷ Saint đến thế giới thứ nhất để tìm ra bước ngoặt của Trái Đất thứ nhất, Pemdragon không ngờ mình lại bị rơi vào mưu kế nham hiểm của tên Saint, tên Saint đã bày binh bố trận kĩ càng chỉ vì Pendragon. Vì sao? Vẫn còn là bí ẩn.

## Cốt truyện
Bobby Pendragon và Vo Spader, sau khi đến lãnh địa Veelox đã biết tin tên Saint đã đến Trái Đất thứ nhất, thế là họ đến Trái Đất thứ nhất, thành phố New York, vào năm 1937), một thời gian sau cái chết của cậu Boddy, Press Tilton, chết vì bị đạn bắn từ các tên côn đồ ở băng đảng tên Saint Dane mới gia nhập. Họ gặp được ông Gunny lữ khách của Trái Đất thứ nhất, ông đã cứu họ khỏi bọ côn đồ. Ông từng là lính trong Chiến tranh thế giới thứ nhất, bây giờ là đội trưởng của khách sạn Manhattan Tower với cái tên Vincent Van, biệt danh là "Gunny". Bobby và Spader trở thành hai đứa bồi ở đây, và tiện thể tìm kiếm manh mối về bước ngoặt của Trái Đất thứ nhất, hiện giờ có hai kẻ thủ lĩnh của hai băng xã hội đen không đội trời chung với nhau là Max Rose và Winn Farrow, và đảng Chủ nghĩa quốc xã.
Pendragon vô tình cứu được tên Max và được tín dụng giao cho nhiệm vụ đi răn đe tên Winn đừng xía vô thương vụ lăm ăn của Max, Pendragon và Spader bị bắt và suýt chết nhờ vậy họ đã gặt hái được một số thông tin quan trọng đã tiết lộ khí cầu Hindenburg tên LZ-129. Hiểu được tầm quan trọng của nó, Bobby và Gunny thăm Trái Đất thứ ba, vào năm 5010. Patrick là lữ khách của thế giới thứ ba đã kết nối vô hệ thống máy tính để đoán về số mệnh Trái Đất nếu họ cứu khí cầu Hindenburg thành công thì các gián điệp làm việc cho Max vẫn có thể tồn tại để chuyển thông tin cho Đức quốc xã rồi Đức quốc xã có thể chế tạo ra Bom nguyên tử và Đức quốc xã sẽ thắng chiến tranh thế giới thứ hai rồi thế giới chỉ còn lại đống hoang tàn, chết chóc.
Bobby và Gunny trở về Trái Đất thứ nhất, phát hiện Spader và Rose đã đi trước để tìm tên và ngăn chặn tên Winn Farrow bắn tên lửa vô Hindenburg. Bobby đi đến gặp nữ phi công tên Nancy Olsen (jinx) nhờ bay đến chỗ mà khí cầu LZ-129 sẽ hạ cánh, bây giờ thay vì giúp tên Max Rose, Pendragon và ông Gunny có nhiệm vụ giúp tên Winn Farrow phá huỷ khí cầu Hindenburg. Spader hiện giờ dưới sự chỉ huy của Max và đồng bọ đang trên chiếc xe để đến chỗ tên Finn chuẩn bị khai hoả, Spader vì hiểu nhầm mục đích thật sự nên đã cố dừng hoả tiễn lại nhưng đã bị Pendragon và Gunny ngăn chặn, trong khoảng khắc trước khi sắp khai hoả Pendragon dường như không thể kiềm chế được sự chết chóc sẽ  xảy ra nên đã muốn dừng lại chiếc hoả tiễn để cứu nhiều người trong đó và không cần biết chuyện gì sẽ xảy ra sau đó, ông Gunny đã giữ chặt Pendragon cho đến khi chiếc khí cầu đã bị bắn hạ, cảnh tượng kinh hoàng đã diễn ra khi chiếc khí cầu to nhất lúc bấy giờ chạm đất. Tuy theo nghĩa đen là lữ khách đã thắng nhưng Pendragon đã thất bại dưới tay tên Saint vì nếu không có ông Gunny thì Saint đã thắng, điều đó sẽ làm đúng ý hắn gieo dắt tai hoạ cho cả ba lãnh địa.
Hừng hực lòng tức giận, Pendragon tự hứa sẽ đánh bại mọi âm mưu của tên Saint, Bobby trở về nhà của cậu ở thế giới thứ hai như một kì nghỉ giải lao cho trách nhiệm lữ khách của cậu.  Sau vài tuần cậu gặp ông Gunny. Gunny nói là có người muốn gặp cậu là ông Nelson một trong hai tên đồng côn đồ đã được Pendragon cứu và để cho khỏi nghi ngờ Pendragon nói cậu chính là cháu của người đã cứu mạng ông, Pendragon tiện thể hỏi kĩ luôn về vấn để ngày xưa, và tìm ra sự thật về cái chết của cậu Press là do tên bạn của ông Nelson, ông Nelson hoàn trả lại cho Pendragon cái nhẫn của cậu, đó quả thật là món quà có rất có ý nghĩa với cậu, cậu cảm ơn! Sau đó, cậu và ông Gunny đến một lãnh địa với cái tên Veelox là nơi tập thế giới ảo bắt đầu.